# The Trousers
A The Trousers (szó szerinti jelentése: A nadrágok) egy 2005-ben alakult magyar garázsrock-zenekar.

## Története
2005-ös budapesti megalakulásuk óta hat lemezt jelentettek meg. Kőváry Zoltán korábban a szintén magyar Amber Smith zenekarban játszott. A Trousers angol nyelven énekel. Zenei hatásukként főleg a hatvanas/hetvenes évek garázs rock zenekarait (pl.: The Rolling Stones, MC5, The Stooges) jelölték meg. 2010-es Soul Machine és 2013-as Freakbeat című lemezüket egyaránt Fonogram-díjra jelölték.

## Tagok
- Kőváry Zoltán - gitár (2005-)
- Lázár András - basszusgitár
- Locke Péter - gitár (2011-)
- Cs. Szabó Zoltán - dob (2005-2017)
- Gulyás Antal (2018-

## Diszkográfia
- Dive Insane (EP, 2007)
- Planetary Process (2008)
- Soul Machine (2010)
- Sister Sludge (2012)
- Freakbeat (2013)
- Mother of Illusion (2015)
- Invisible Darkness (2018)